# 马里尼亚纳
马里尼亚纳（法語：Marignana，法語發音：[maʁiɲana]）是法国南科西嘉省的一个市镇，属于阿雅克肖区。

## 地理
马里尼亚纳（42°13'59"N, 8°48'3"E）面积55.09 平方千米，位于法国南科西嘉省，该省份位于科西嘉南部，后者为地中海西部的一座岛屿，也是法国的一个单一领土集体，位于法国大陆部分的东南面，意大利半島的西面，最近的地块是紧邻意大利的撒丁岛。
与马里尼亚纳接壤的市镇（或旧市镇、城区）包括：奥塔、巴洛尼亚、卡尔热斯、埃维萨、皮亚纳、维科。

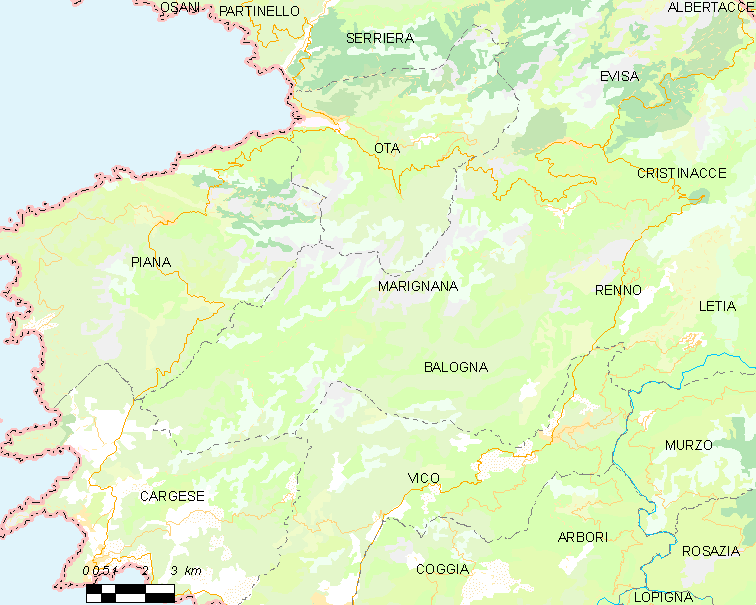
马里尼亚纳的OSM定位图

马里尼亚纳的时区为UTC+01:00、UTC+02:00（夏令时）。

## 行政
马里尼亚纳的邮政编码为20141，INSEE市镇编码为2A154。

## 政治
马里尼亚纳所属的省级选区为塞维-索鲁-奇纳尔卡县。

## 人口

1962-2008年间马里尼亚纳人口变化图示

马里尼亚纳于2022年1月1日时的人口数量为102人。